# Люди, яким належить темрява
«Люди, яким належить темрява» (ісп. Último deseo; англ. The People Who Own the Dark) — іспанський постапокаліптичний трилер 1976 року режисера Леона Клімовського з Надюшкою та Альберто де Мендоса в головних ролях.

## Сюжет
Група заможних чоловіків, які неушкодженими пережили апокаліптичні опади, змішуючись з повіями в оргії в усамітненому заміському маєтку-борделі, стикаються з нападами жорстокої орди засліплених городян.

## Акторський склад
- Надюшка[5]
- Альберто де Мендоза — професор Фултон[6]
- Тереза Ґімпера[5]
- Емільяно Редондо[5]
- Джулія Салі[5]
- Томас Піко — Віктор[6]
- Діана Полаков[5]
- Антоніо Маянс — Василь[6]
- Леона Девайн[5]
- Рікардо Паласіос[5]
- Марія Перші — Лілі[6]
- Пол Наші — Борн[6]

## Виробництво
Сценарій написали Вісенте Аранда, Хоакім Хорда та Ґабріель Бурґос за оповіданням самого Бурґоса. Місцем знімань стала Картуха-де-Таламанка-де-Харама в провінції Мадрид.